# وتین
وتین (به لاتین: Vatin}} یک روستا در صربستان است که در South Banat District واقع شده‌است.

## خصوصیات
وتین ۲۳۹ نفر جمعیت دارد و ۸۲ متر بالاتر از سطح دریا واقع شده‌است.